# Polychrysia
Polychrysia là một chi bướm đêm thuộc họ Noctuidae.

## Loài
- Polychrysia aurata Staudinger, 1888
- Polychrysia esmeralda Oberthür, 1880
- Polychrysia hampsoni Leech, 1900
- Polychrysia imperatrix Draudt, 1950
- Polychrysia marmorea Ronkay, 1986
- Polychrysia moneta – Golden Plusia Fabricius, 1787
- Polychrysia morigera H. Edwards, 1886
- Polychrysia sica Graeser, 1890
- Polychrysia splendida Butler, 1878